# Hôtel de Chalon-Luxembourg
El hôtel de Chalon-Luxembourg es una mansión privada ubicada en 26, rue Geoffroy-l'Asnier, en el 4 distrito de París, construido a partir de [1625 en el barrio parisino del Marais. Es propiedad del Ayuntamiento de París y fue clasificado como monumento histórico en 1977.

## Historia
En un terreno que perteneció a Antoine Le Fèvre de la Borderie, embajador de Enrique IV en Inglaterra, luego a su yerno, Robert Arnauld d'Andilly, y donde había una cancha de tenis y una pequeña casa se levantó el edificio actual a partir de 1623 por encargo de Guillaume Perrochel, que era el mayordomo del rey.
El terreno es bastante estrecho y el hotel, de ladrillo rosa, piedra blanca y tejado de pizarra al estilo Luis XIII, se desarrolla en dos edificios contiguos de una sola habitación de profundidad, en dos plantas y áticos, cada uno con su propio tejado a dos aguas. Habría sido alquilado a una familia Chalon, comerciantes de Rouen, antes de ser comprado, a la muerte de Guillaume Perrochel, en 1658, por Marie Amelot de Béon-Luxembourg, fue ella quien añadió los dos pequeños muros laterales en el lado del jardín. También construyó en 1659, el portal de la calle, muy suntuoso, con el edificio de los comunes que lo rodea, formando un patio. Por otro lado, se dispone un pequeño jardín.

### Ventas sucesivas

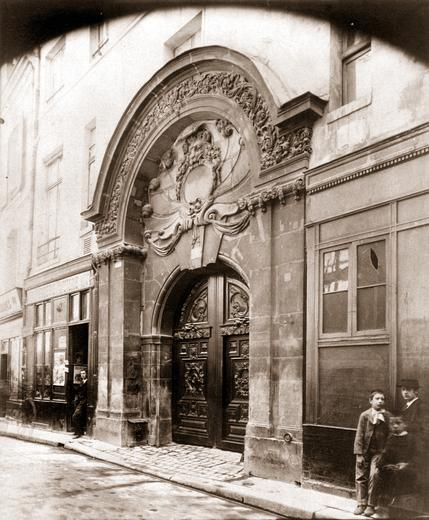
El Hôtel de Chalon-Luxembourg en el n.º 26 de la rue Geoffroy-l'Asnier, hacia 1910 - Eugène Atget.

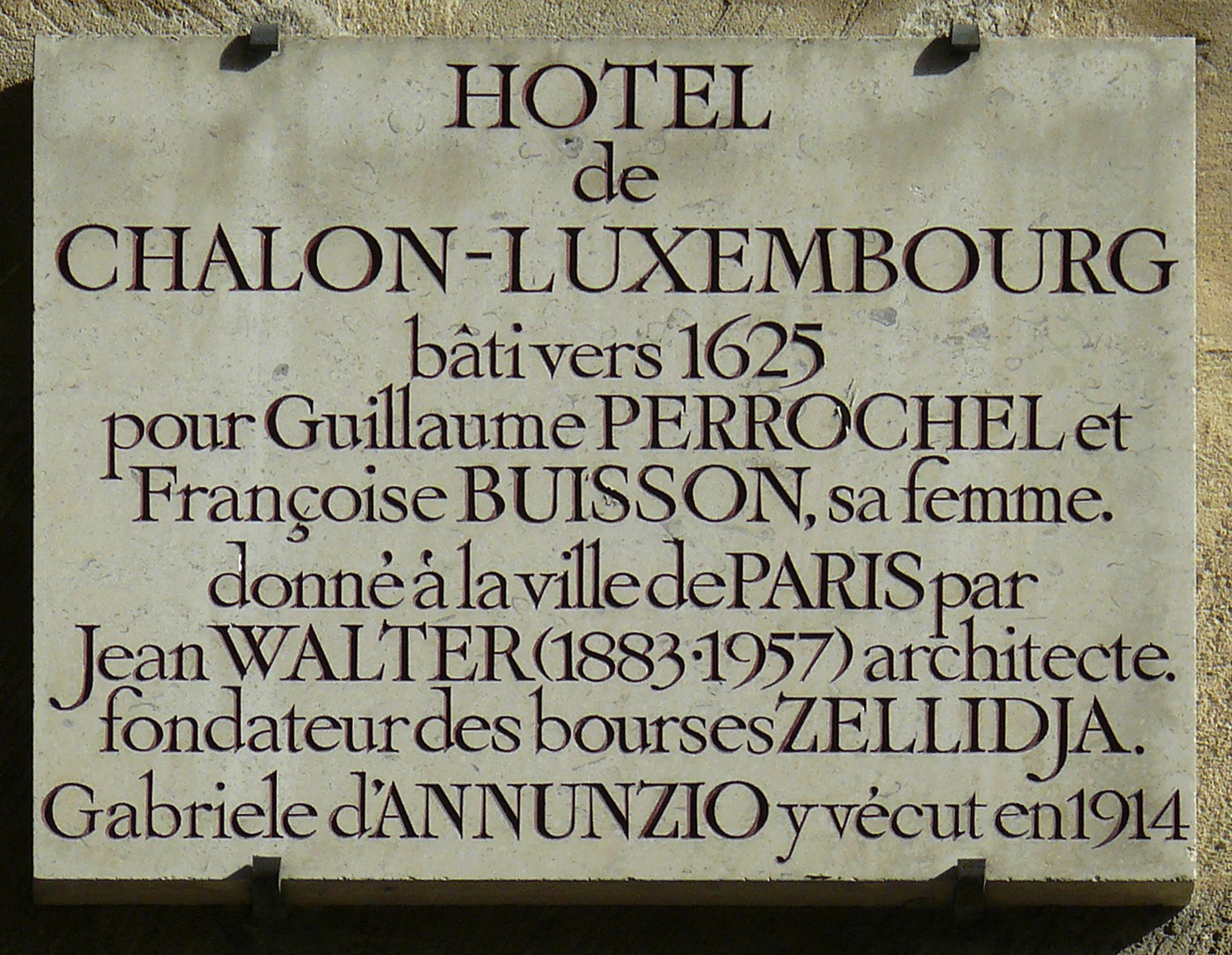
Placa conmemorativa.

Marie Amelot murió en 1702 a la edad de 97 años y permaneció en la familia hasta 1762 y luego es comprado por una dama Lelong. Sus herederos lo revendieron en 1770 por 60 000 livres a un pariente, Roger de Gadencourt, quien a su vez lo vendió en 1779 por 80 000 livres  a Claude Pollissard, un mercader de vinos del rey. Permaneció en esta familia hasta principios del siglo XX. El pintor-caricaturista Charles Huard lo compró.
El poeta italiano Gabriele D'Annunzio alquiló la planta baja en 1915, permaneció allí menos de un año. Finalmente los Loons lo abandonaron, que se había vuelto ruinoso, después de haberlo despojado por completo de todo su mobiliario y carpintería. El siguiente propietario, que lo compró por un franco simbólico y se comprometió a restaurarlo, fue el arquitecto Jean Walter, quien finalmente lo donó a la Ciudad de París en 1948. En 1977, finalmente fue clasificado como monumento histórico y parcialmente restaurado en 1990. Durante algunos años albergó la “Commission du Vieux-Paris”. Pero el estado del hotel requiere una obra mayor, la escalera de honor amenaza con derrumbarse. Se encuentra nuevamente cerrado y en proceso de salvamento.

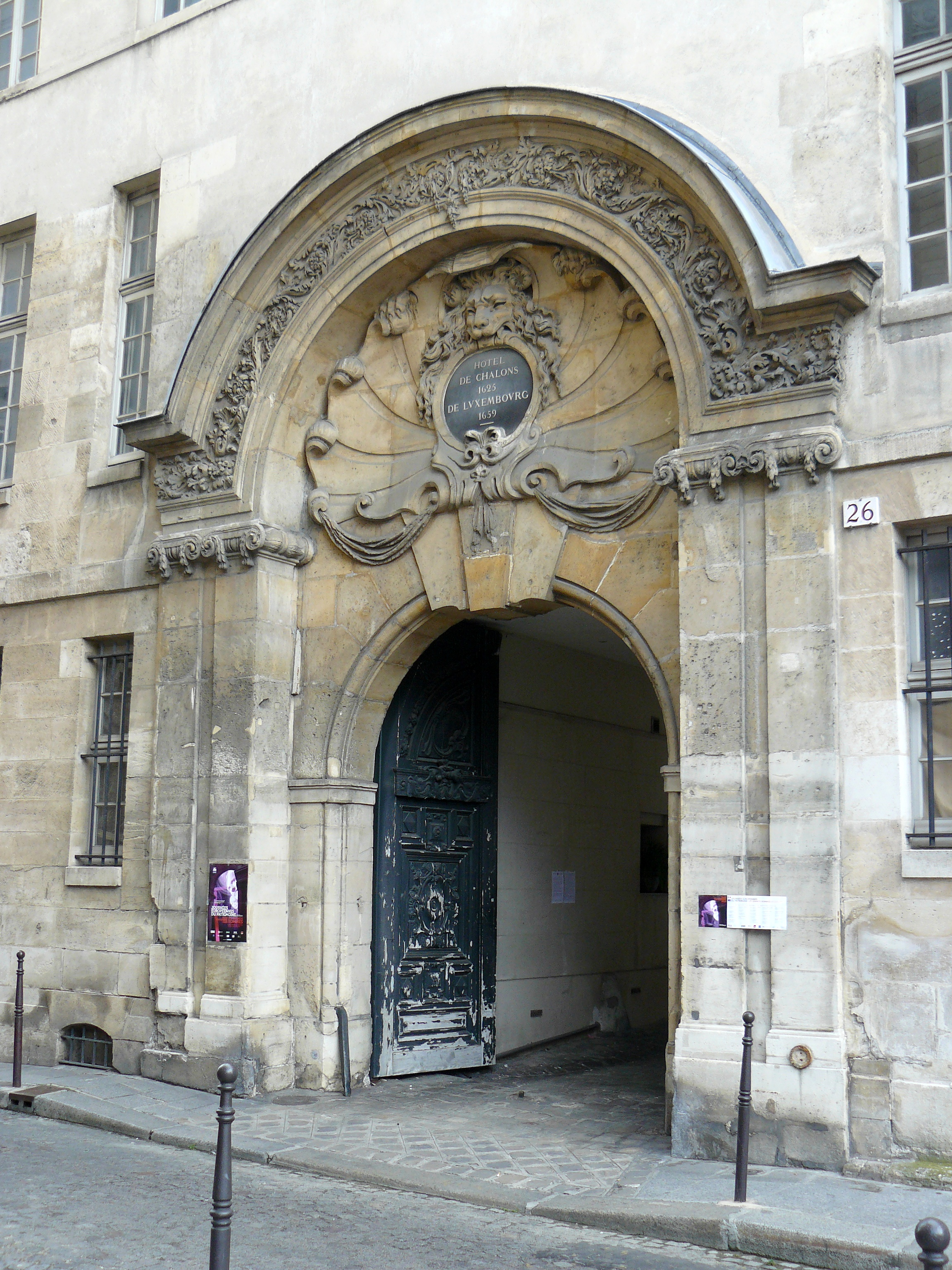
El portal en la calle.
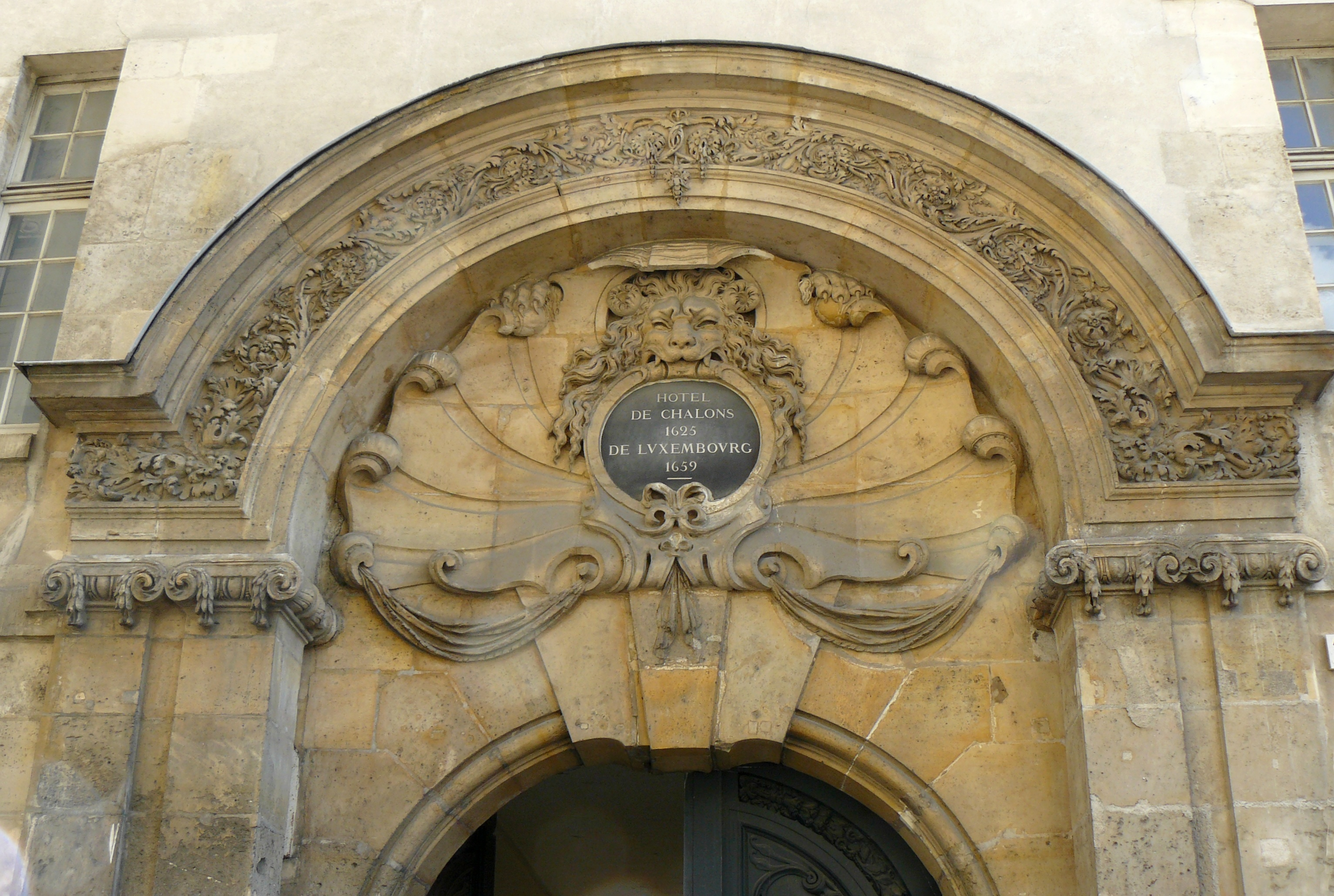
Detalle del tímpano del portal, contrario a lo que allí se puede leer, Chalon se escribe sin "s"
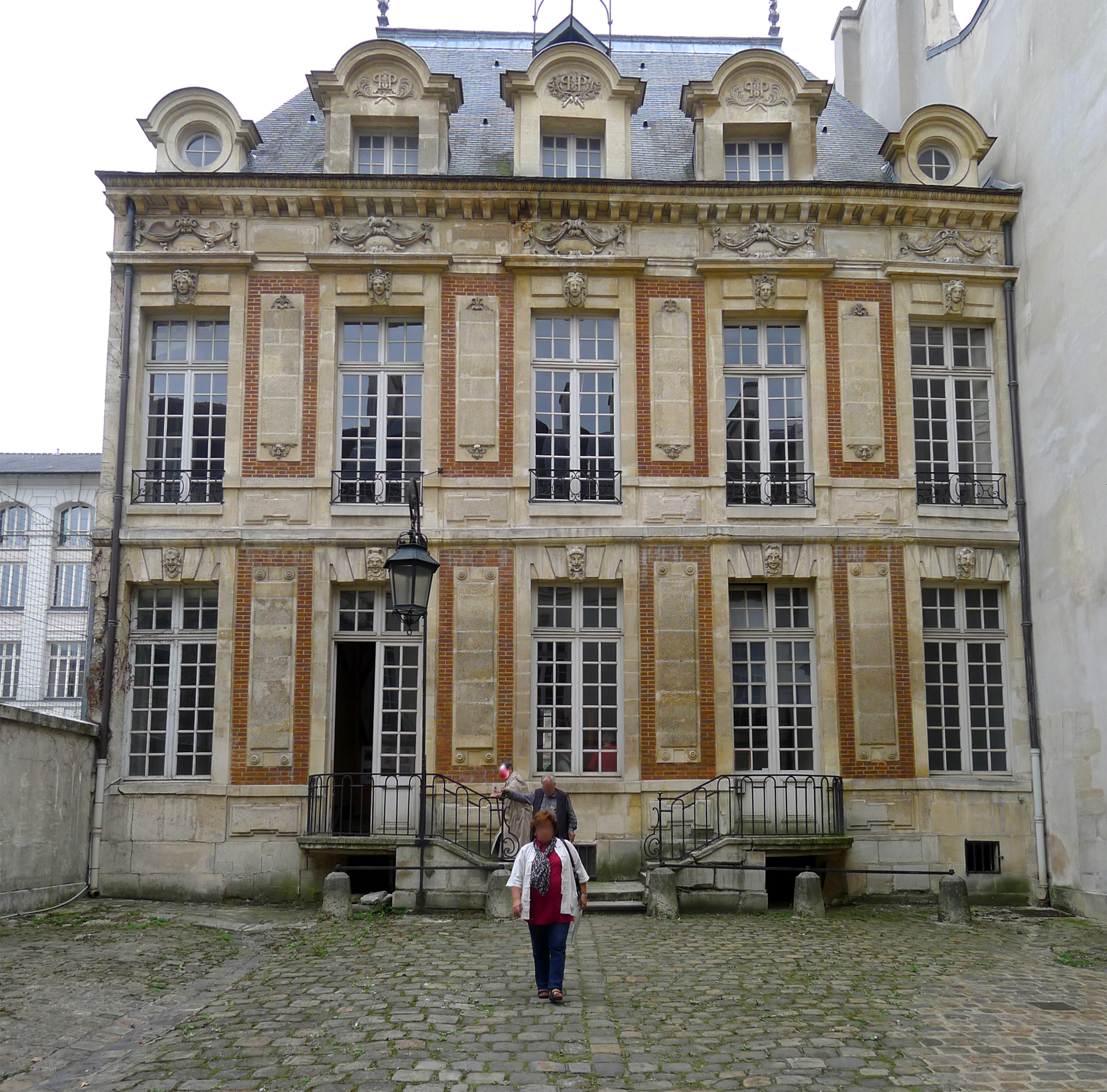
La fachada del patio principal
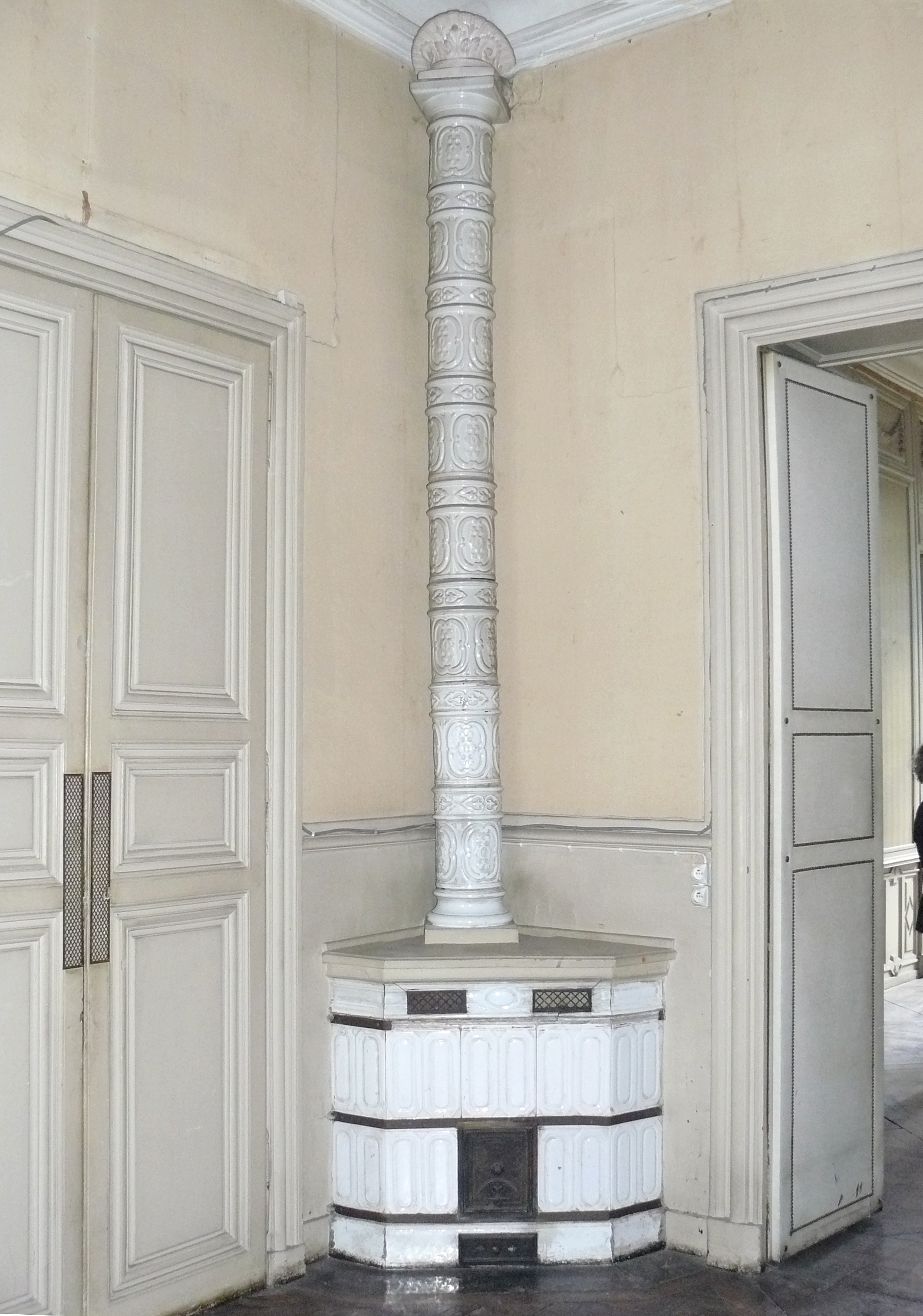
La chimenea de barro XVIIe siècle